# Шаси
Шаси (от френски: châssis) в техниката означава скелет, който поддържа елементите на неодушевен предмет – например на автомобил, подобно на скелета, изграден от кости при животните и човека.
- При превозните средства терминът шаси означава рамата плюс силовите агрегати като двигател, трансмисия, силово предаване и окачване.[1] Купето, което понякога не е жизненоважно за целостта на превозното средство, но му придава завършен вид, е изградено върху шасито.
- При танковете шасито съставлява долния корпус на танка, който включва веригите, двигателите и кабината за екипажа. Понякога към шасито се включва и горният корпус, което оставя извън групата на шасито само оръдейната кула.
- При радиоприемници, телевизори и други електронни устройства шасито се състои от метална рамка, върху която се монтира печатна платка или други навесно монтирани електронни елементи от структурата на апарата.
- При компютрите шасито се отнася до твърдата рамка, върху която се монтира паметта, дънната платка, дисковите устройства и други компоненти.

## Шаси на летателен апарат
Шасито на летателния апарат се използва за неговото придвижване в зоната на летището, осигурява излитането и обезпечава приземяването му. Конструкцията на шасито включва:
- силови елементи, вградени във фюзелажа на самолета, които да поемат всички натоварвания по време на използването му при рулиране, излитане и приземяване;
- амортизационни стойки, които да смекчават моментните удари по време на приземяване;
- колесниците, колелата, спирачките и тяхното действие, другите средства за непосредствено придвижване и управление върху повърхността на земята и силовото осигуряване на окачването им;
- да обезпечи монтажа и безаварийната работа на органите на хидравличните или механичните системи, свързани със спускането и прибирането на колесниците, системите за управлението им и други помощни средства за закриване на колесниците и придаване на обтекаема форма на фюзелажа на самолета.

Шаситата на летателните апарати имат най-разнообразна конструкция и са свързани с размерите на летателния апарат, скоростта при излитане и приземяване, аеродинамичните качества на апарата (с прибираем или неприбираем колесник), характера и качеството на покритието на летателното поле и пистите (трева, бетон, вода), сезонът или климатичните особености за експлоатация. Затова конструкцията може да бъде пригодена за колесник, ски, гъсеници или плавници, или да се сменят в зависимост от потребностите.
Голямо разнообразие има и по отношение броя и разположението на колесниците. Планерите имат едноколесно шаси или двуколесно велосипеден тип. Последният тип се използва и при някои видове скоростни самолети. В самолетите произвеждани до началото на Втората световна война се използва триточкова схема – двуколесен колесник с опашно колело. След 40-те години на ХХ век основно се използва същата схема, но с носово колело. Основните носещи колела са монтирани в крилата или фюзелажа, близо до центъра на масата на самолета. В новите конструкции на широкофюзелажни самолети колесниците са повече от три, а в тежките транспортни самолети броят на колелата са десетки, монтирани в тележки.
- Самолетни шасита
- Носовото колело от шасито на Су-30
- Ан-2 – шаси с неприбираем колесник
- Ан 124
- Ан 124
- Колесник на Ан-225 „Мрия“